# Lauro de Freitas
Lauro de Freitas är en stad och kommun i östra Brasilien och ligger i delstaten Bahia. Staden är belägen vid atlantkusten och ingår i Salvadors storstadsområde. Folkmängden i kommunen uppgick år 2014 till cirka 188 000 invånare. Den internationella flygplatsen Deputado Luís Eduardo Magalhães International Airport, som servar Salvadorregionen, är belägen inom kommunens gräns.